# 蓮池庵
蓮池庵，位於台灣新北市石碇區，為主祀釋迦佛之佛教廟宇。該廟宇興建於1968年，原位於台北中山區的小型平房建築廟宇。另外，該廟宇的組織型態為管理人制，祭典日期則是每年農曆之七月十九。
蓮池庵原位於台北市中山區中山北路一段五巷11號，由傳賢法師於民國57年（公元1968年）建立，台北市政府民政局於民國59年（公元1970年）核發寺廟登記證，為合法立案之佛教寺院，第二任住持為傳志法師。民國77年（公元1988年），台北市政府因開發中山三十三號公園，致蓮池庵被強制徵收，住持道笙法師雖一再陳情，仍遭拆除的命運。民國八十六年，道笙法師隨即以補償金購買現在的處所（新北市石碇區光明里1鄰碇南路二段8號），並簡陋興建大殿，以安置僧尼及佛像、法器…等，只求能安身辦道，並提供亯徒參拜禮佛之用，多年來在此弘法，與本地居地民立深歷感情，亦每年舉辦慈善公益、推動文化教育事業。
由於現今社會大眾渴望得到心靈教誨的場所，寺內之大雄寶殿即為信眾參禪靜坐、課誦共修之最佳空間，而為利僧眾安心修習佛法，蓮池庵於民國90年（公元2001年）政府開放第四次寺廟補辦登記時，取得當時台北縣政府核發之寺廟登記證，並於寺前興建一棟可供住宿之寮房，亦曾提供台灣表演藝術團體「優人神鼓」作為學員訓練處所。